# Anthemis filicaulis
Anthemis filicaulis là một loài thực vật có hoa trong họ Cúc. Loài này được (Boiss. & Heldr.) Greuter mô tả khoa học đầu tiên năm 1968.